# Mouzens, Dordogne
Mouzens là một xã của Pháp, nằm ở tỉnh Dordogne trong vùng Aquitaine của Pháp.
Mouzens có diện tích 8,14 km2, dân số năm 1999 là 227 người. Xã này nằm ở khu vực có độ cao tối đa 229 m trên mực nước biển.

## Hành chính
| Danh sách các xã trưởng                |             |                       |                  |                           |
| Giai đoạn                              | Giai đoạn   | Tên                   | Đảng             | Tư cách                   |
| ?                                      | đương nhiệm | Jean-Claude de Royère | không chính thức | giám đốc ngân hàng về hưu |
| Tất cả các dữ liệu trước đây không rõ. |             |                       |                  |                           |

## Thông tin nhân khẩu
| Năm | 1962 | 1968 | 1975 | 1982 | 1990 | 1999 |
| --- | ---- | ---- | ---- | ---- | ---- | ---- |
| Dân số | 220  | 214  | 186  | 202  | 196  | 227  |
| From the year 1962 on: No double counting—residents of multiple communes (e.g. students and military personnel) are counted only once. |      |      |      |      |      |      |